# Ентракве
Ентракве (итал. Entracque) је насеље у Италији у округу Кунео, региону Пијемонт.
Према процени из 2011. у насељу је живело 722 становника. Насеље се налази на надморској висини од 892 м.

## Становништво
| 1936. | 1951. | 1961. | 1971. | 1981. | 1991. | 2001. | 2011. |
| ----- | ----- | ----- | ----- | ----- | ----- | ----- | ----- |
| 1.559 | 1.398 | 1.092 | 944   | 895   | 878   | 848   | 807   |